# Centris tarsata
Centris tarsata är en biart som beskrevs av Smith 1874. Centris tarsata ingår i släktet Centris och familjen långtungebin. Inga underarter finns listade.